# Zanha suaveolens
Zanha suaveolens är en kinesträdsväxtart som beskrevs av René Paul Raymond Capuron. Zanha suaveolens ingår i släktet Zanha och familjen kinesträdsväxter. Inga underarter finns listade i Catalogue of Life.